# Eurytos
Jméno Eurytos (latinsky Eurytus) nosilo několik postav řecké mytologie:

## Oichalský král
Eurytos v řecké mytologii oichalský král. Byl prý Héraklovým učitelem lukostřelby. Sám se pokládal za nejlepšího lučištníka na světě, rád soutěžil a tak i svou dceru Iolu slíbil dát za manželku tomu, kdo by nad ním zvítězil. Dlouho se zdálo, že taková okolnost vůbec nemůže nastat, ale potom se o Iolu ucházel sám Héraklés, když dokončil své úkoly pro krále Eurysthea. A zvítězil hned napoprvé. Král Eurytos to však považoval za urážku, že byl poražen svým vlastním žákem, a Hérakla vyhnal. Héraklés odešel na Tíryns, kam za ním přišel Eurytův syn Ífitos, protože se mezitím jeho otci ztratila stáda a na Hérakla padlo podezření. To Hérakla znovu urazilo, Ífita shodil dolů z věže. Aby odčinil tuto vraždu, musel jít potom do otroctví ke královně Omfalé.
Héraklés na potupu od Euryta nezapomněl, po letech se vypravil se svými druhy do Oichalie, srovnal ji se zemí, odvedl si Iolu a Euryta zabil.

## Gigant
Eurytos se jmenoval také Gigant, který se zúčastnil vzpoury proti olympským bohům. V boji ho omráčil bůh Hermés a nakonec zabil Héraklés.

## Augiášův syn
Héraklés prý zabil také dalšího Euryta, syna krále Augiáše.